# Davyd Manukián
Davyd Manukián –en ucraniano, Давид Манукян– (Leninakán, 19 de noviembre de 1969) es un deportista ucraniano de origen armenio que compitió en lucha grecorromana. Ganó una medalla de plata en el Campeonato Europeo de Lucha de 2000, en la categoría de 76 kg.
Participó en los Juegos Olímpicos de Sídney 2000, ocupando el cuarto lugar en la categoría de 76 kg.

## Palmarés internacional
| Campeonato Europeo | Campeonato Europeo | Campeonato Europeo | Campeonato Europeo |
| Año                | Lugar              | Medalla            | Categoría          |
| ------------------ | ------------------ | ------------------ | ------------------ |
| 2000               | Moscú (Rusia)      | Medalla de plata   | 76 kg              |